# لیزا رایت
لیزا رایت (انگلیسی: Lisa Raitt؛ زادهٔ ۷ مهٔ ۱۹۶۸) سیاستمدار اهل کانادا است.